# 落合氏䲗
落合氏䲗（学名：Callionymus ochiaii），是䲗科䲗屬一种，分布于太平洋西北部海域。本种由德国学者罗纳德·弗里克于1981年描述发表，模式产地为日本鹿儿岛县志布志市。种加词源自日本高知大学的落合明（1923–2017）的姓氏，落合明最初在1955年将本种鉴定为基岛深水䲗（C. kaianus）。

## 鉴别特征
体长（SL）77.8—116.8毫米。头短，体长约为头长的3.5-4.4倍。前鳃盖骨具强棘，末端稍向上弯曲，棘背缘具1个小倒刺和2个较大的弯刺，基部具1大倒刺；第2背鳍鳍缘近平直；雄鱼第1背鳍第1鳍棘延长呈丝状，雌鱼第1鳍棘比雄鱼短；臀鳍无深色鳍缘。